# Edvard Perséus

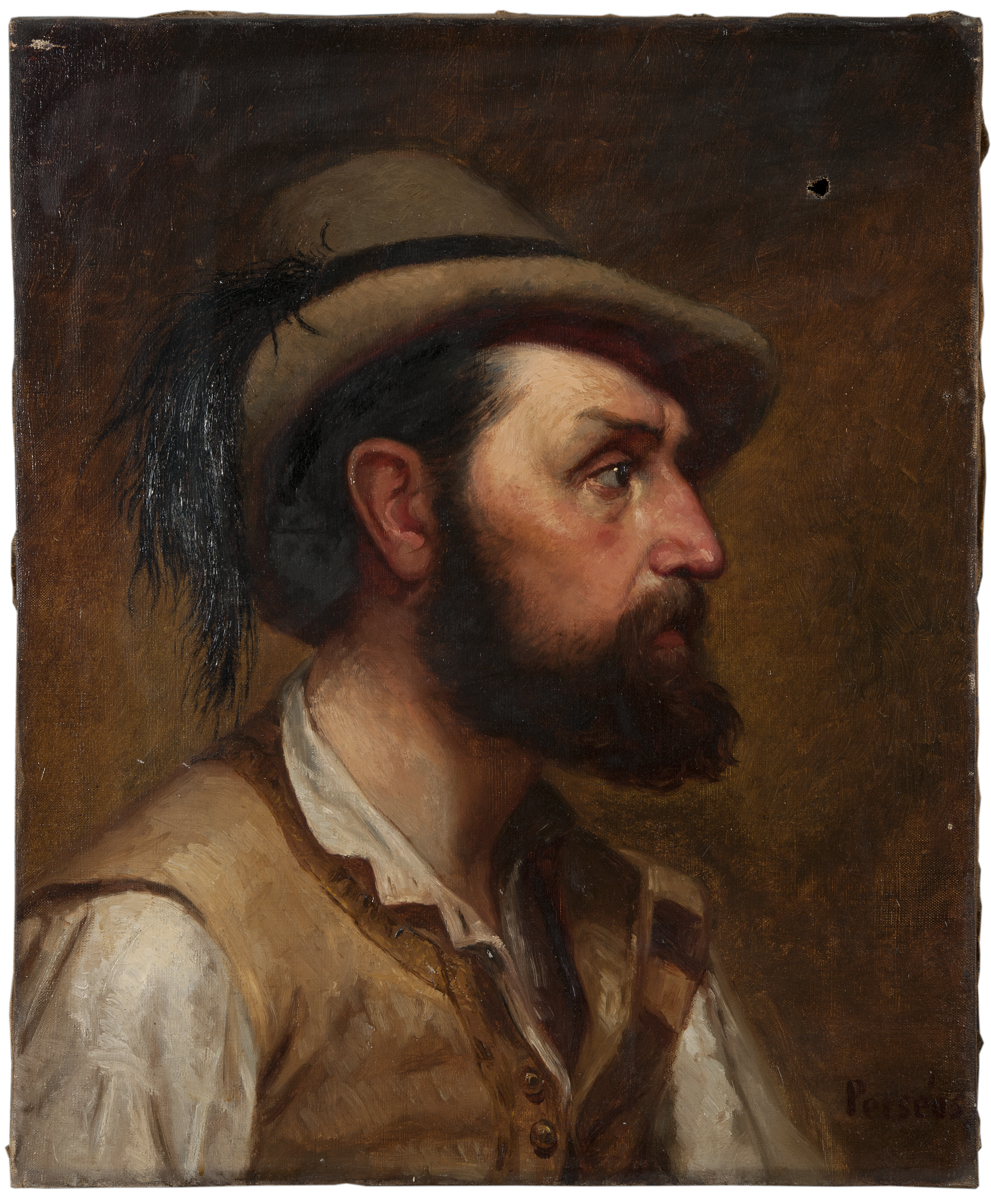
Edvard Perséus, Selbstporträt als Jäger, Schwedisches Nationalmuseum, Schloss Gripsholm

Edvard Perséus, ursprünglich Persson (* 23. Dezember 1841 in Lund, Provinz Schonen, Schweden; † 7. Oktober 1890 in Stockholm), war ein schwedischer Porträt-, Historien- und Genremaler, Zeichner und Kunstlehrer. Als Hovintendent (Hofintendant) leitete er ab 1882 die Kunstsammlungen des schwedischen Königs Oskar II.

## Leben

Selbstporträt, Schwedisches Nationalmuseum, Schloss Gripsholm

Maria Agnes Claesson, Porträt der Ehefrau, 1878, Schwedisches Nationalmuseum, Schloss Gripsholm

Den Namen Perséus hatte Persson, Sohn des Arbeiters Bengt Persson und dessen Frau Kerstin Nilsdotter, bereits in seiner künstlerischen Frühzeit angenommen, als er sich zu einer Künstlerlaufbahn entschlossen hatte und als Kunstmaler in seiner Geburtsstadt Lund wirkte. Dort war der Maler, Lithograf und Akademiedozent Magnus Körner (1808–1864) sein erster Lehrer. 1861 ging Perséus nach Stockholm, wo er an der Kunstakademie unter Johan Christoffer Boklund studierte. 1867 wechselte er nach Düsseldorf und ließ sich bis 1869 von der Düsseldorfer Malerschule inspirieren. In dieser Zeit war Julius Kronberg sein Privatschüler. Anschließend ging er nach München, um im Atelier von Carl Theodor von Piloty zu arbeiten. Mit einem Reisestipendium besuchte er in den Jahren 1872 bis 1874 Italien (insbesondere Rom) und Frankreich (Paris). 1873 heiratete er Agnes Claesson. 1874 kehrte er kurzzeitig nach Düsseldorf zurück. 1875 ließ er sich dauerhaft in Stockholm nieder und gründete eine private Malschule, durch die er einen beträchtlichen Einfluss auf die Entwicklung der schwedischen Malerei im 19. Jahrhundert nahm. Zu seinen Schülern zählten Johan Axel Gustaf Acke (1859–1924), Karl Aspelin (1857–1932), Richard Bergh, Oscar Björck, Wilhelm Dahlbom, Elias Erdtman, Axel Fahlcrantz (1851–1925), William Féron (1858–1894), Eugène Jansson, Axel Jungstedt (1859–1933), John Kindborg (1861–1907), Nils Edvard Kreuger, Johan Krouthén (1858–1932), Justus Lundegård (1860–1924), Karl Nordström, Ivar Nyberg (1855–1925), Edward Rosenberg (1858–1934), Erik Sääf (1856–1934), Carl Fredrik von Saltza (1858–1905), Anshelm Schultzberg (1862–1945), Robert Thegerström (1857–1919) und Johan Tirén (1853–1911). In den Jahren 1879 bis 1889 hatte er Lehraufträge an der Stockholmer Akademie. 1882 ernannte ihn der schwedische König zum Hofintendanten und damit zum Leiter seiner Kunstsammlungen.